# Estación Las Marianas
Las Marianas es una estación de ferrocarril ubicada el paraje rural del mismo nombre en el partido de Navarro, Provincia de Buenos Aires, Argentina.

## Historia
Fue construida por la Compañía General de Ferrocarriles en la Provincia de Buenos Aires en 1908, como parte de la vía que llegó a Patricios en ese mismo año.
No presta servicios de pasajeros desde 1993.
Está ubicada exactamente a 121 km de estación Buenos Aires, prestó servicio por última vez en el año 1977 y en el año 1993 con un tren de emergencia.
Actualmente se encuentra funcionando en ella el centro de jubilados y el ramal esta en custodia de la Asociación Ferroviaria Belgrano Sur.
- Datos: Q5843286
- Multimedia: Las Marianas train station / Q5843286